# Prince Charming (film, 1999)
Pour plus de détails, voir Fiche technique et Distribution.
Prince Charming (黑馬王子, Hei ma wang zi) est une comédie romantique hongkongaise écrite, produite et réalisée par Wong Jing et sortie en 1999 à Hong Kong. Andy Lau interprète dans ce film le même personnage que dans A Moment of Romance (1990).
Elle totalise 15 309 865 HK$ de recettes au box-office.

## Synopsis
Wah Dee (Andy Lau) est un punk vivant dans le quartier de Mong Kok avec sa mère Fei (Deannie Yip). Il travaille comme coursier à moto et vend des CD piratés. Il s'est récemment fait largué par sa petite amie. Il rencontre Ice Pok (Michelle Reis), une riche héritière originaire de Shanghai, qui a suivi son père lors d’un voyage d’affaires à Hong Kong, où elle recherche sa mère qui a divorcé de son père pendant son enfance. Le père de Ice, Po Ting-kwok (Yu Rongguang), appelle la police lorsque sa fille est portée disparue et soupçonne Wah d'avoir envoyé des personnes pour enquêter. Par la suite, Ice est enlevée par des ravisseurs et Wah la sauve tout seul avant de faire don de la moitié de son foie pour son opération. Ice retourne à Shanghai après sa rééducation malgré le fait qu'elle soit tombée amoureuse de Wah. Le jour de son anniversaire, son père organise une fête pour elle et lui présente un « prince charmant » qui se révèle être Wah, habillé élégamment pour une fois.

## Fiche technique
- Titre original : 黑馬王子
- Titre international : Prince Charming
- Réalisation : Wong Jing
- Scénario : Wong Jing
- Photographie : Jimmy Choi
- Montage : Marco Mak
- Musique : Lincoln Lo
- Production : Wong Jing
- Société de production : Win's Entertainment et BoB and Partners Co. Ltd. (en)
- Société de distribution : China Star Entertainment Group
- Pays d'origine :  Hong Kong
- Langue originale : cantonais
- Format : couleur
- Genre : comédie romantique
- Durée : 95 minutes
- Dates de sortie :
  - Hong Kong et Singapour : 1er avril 1999

## Distribution
- Andy Lau : Wah Dee
- Michelle Reis : Ice Pok
- Deannie Yip : Tante Fei
- Suki Kwan : Salad
- Nick Cheung : Tart
- Yu Rongguang : Pok Ting-kwok
- William Duen : Mr Fat
- Fiona Yuen (en) : Margaret
- Jimmy Wong : Albert
- Lam Sheung-yee (en) : le prêtre catholique
- Liu Yuen
- Pau Hiu-wah
- Kong Foo-keung : Ben
- Chow Mei-shing : le ravisseur
- Soi Cheang : le serveur
- Eddie Che : un garde de sécurité de l'hôtel
- Vincent Chik : un garde de sécurité de l'hôtel
- Aman Chang : un réalisateur de film
- Cheung Yuk-wah : l'agent du bureau du crime organisé
- Chang Kin-yung : un policier